# 트랜지스터 컴퓨터

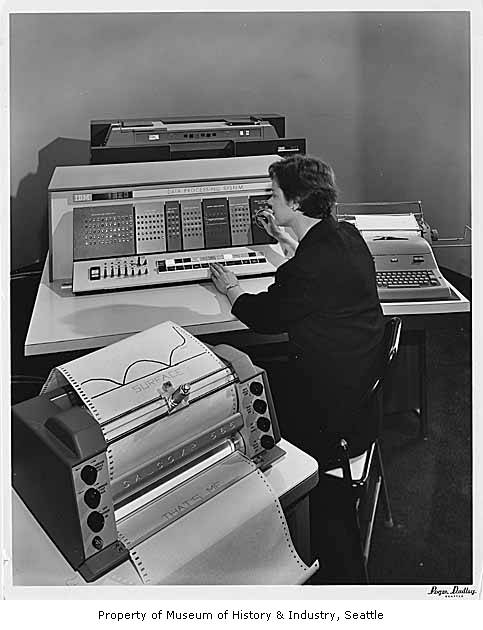
IBM 1620

트랜지스터 컴퓨터(transistor computer) 또는 2세대 컴퓨터(second-generation computer)는 진공관 대신 개별 트랜지스터를 사용하는 컴퓨터이다. 많은 양의 열을 발생시키는 진공관을 사용한 1세대 전자 컴퓨터는 부피가 크고 신뢰성이 떨어졌다. 1950년대 후반과 1960년대의 2세대 컴퓨터는 개별 트랜지스터와 자기코어 메모리로 채워진 회로 기판을 특징으로 했다. 이러한 기계는 집적 회로가 등장하기 시작하고 3세대 컴퓨터가 탄생한 1960년대 후반까지 주류 설계로 남아 있었다.

## 같이 보기
- 컴퓨터의 역사